# Kamjane (Saporischschja)
Kamjane (ukrainisch Кам'яне; russisch Каменное Kamennoje) ist eine Siedlung städtischen Typs im Norden der ukrainischen Oblast Saporischschja mit etwa 1200 Einwohnern (2024).

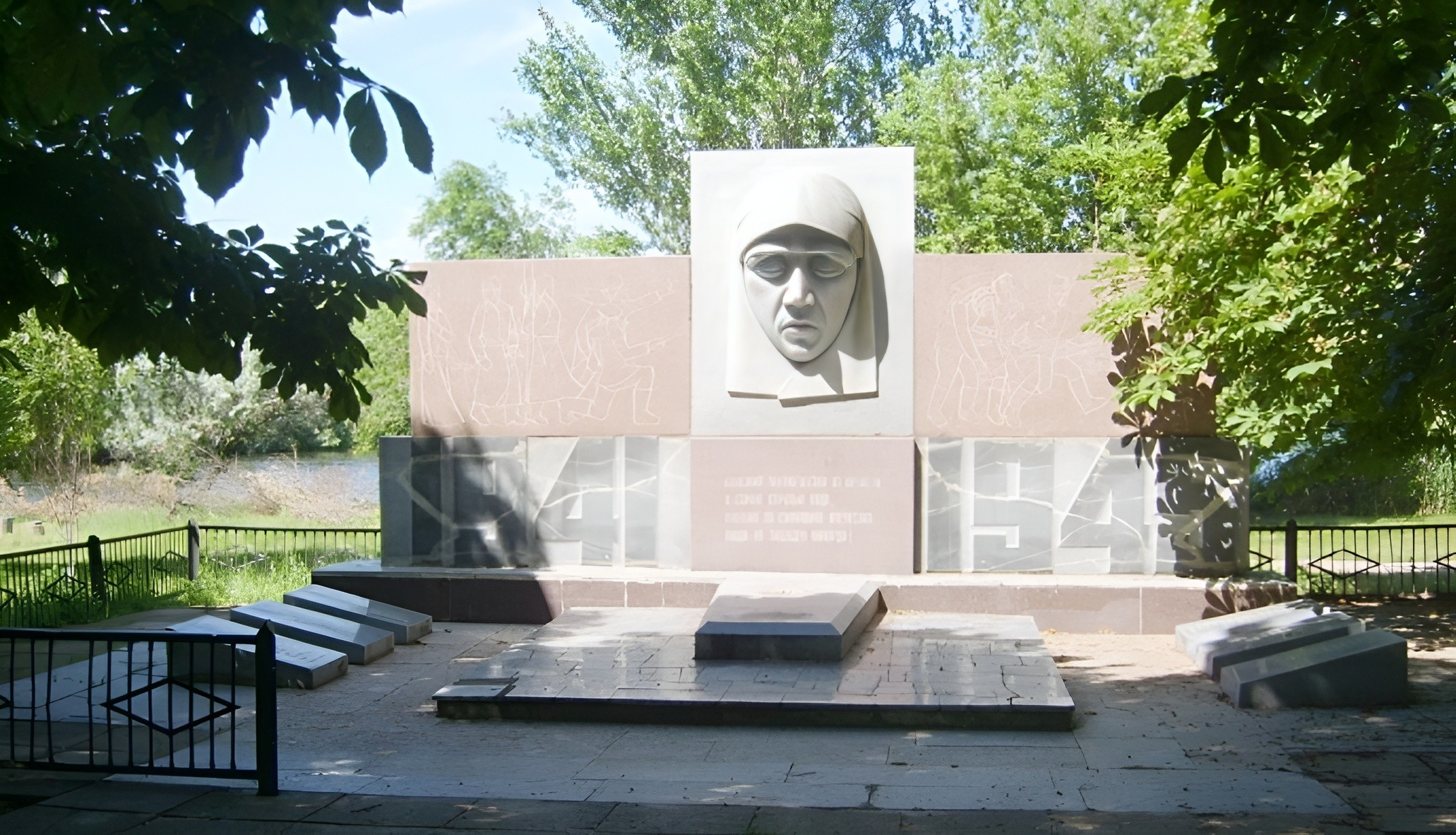
Denkmal im Ort

Die Ortschaft erhielt 1986 den Status einer Siedlung städtischen Typs liegt auf einer Höhe von 100 m am Ufer der Mokra Moskowka, einem 62 km langen, linken Nebenfluss des Dnepr im Rajon Saporischschja 13 km südlich vom ehemaligen Rajonzentrum Wilnjansk. Das Oblastzentrum Saporischschja liegt etwa 27 km westlich von Kamjane.
Am 12. Juni 2020 wurde die Siedlung ein Teil der neugegründeten Landgemeinde Matwijiwka, bis dahin bildete sie die gleichnamige Siedlungsratsgemeinde Kamjane (Кам'яна селищна рада/Kamjana selyschtschna rada) im Süden des Rajons Wilnjansk.
Am 17. Juli 2020 kam es im Zuge einer großen Rajonsreform zum Anschluss des Rajonsgebietes an den Rajon Saporischschja.